# Lincoln Village (Kalifornija)
Lincoln Village je naseljeno područje za statističke svrhe u američkoj saveznoj državi Kalifornija. Prema popisu stanovništva iz 2010. u njemu je živjelo 4.381 stanovnika.